# August Mundt
August Mundt (* 26. September 1866 in Hannover; † 10. April 1952) war ein deutscher Unternehmer, Erfinder und Erbauer der Tropholit-Werke im Misburger Hafen.

## Leben
August Mundt wurde 1866 in Hannover geboren und wuchs in die Gründerzeit des Deutschen Kaiserreichs hinein.
Bereits zu Beginn des 20. Jahrhunderts hatte Mundt in Lehrte das Unternehmen A. C. Mundt gegründet. Für eine seiner Erfindungen, eine im Königreich Großbritannien 1905 vorgestellte Automatisierungs-Vorrichtung unter dem Begriff „Self-Acting Feeding Through“, erhielt er 1906 eine britische Silberne Medaille.
Mitten im Ersten Weltkrieg erhielt der in Lehrte tätige Unternehmer vom Kaiserlichen Patentamt für seine Widerlagersteine für Massivdächer und ähnliches unter der Bezeichnung „Hourdis Deckensteine“ am 20. Januar 1917 eine Gebrauchsmuster-Eintragung unter der Nummer D.R.G.M. 658 512.
Zur Zeit der Weimarer Republik und dem Ende der Deutschen Hyperinflation trat August Mundt für seine Lehrter Firma A. C. Mundt 1925 der Industrie- und Handelskammer Hannover als ordentliches Mitglied bei, behielt diese Mitgliedschaft jedoch nur bis 1929.
Ebenfalls 1929 ließ Mundt in Misburg die Tropholit-Werke im Misburger Hafen erbauen, die er dann ab 1930 erfolgreich führte. Während der Luftangriffe auf Hannover im Zweiten Weltkrieg wurden die Fabrik und das gesamte Werk in den Jahren zwischen 1939 und 1945 völlig zerstört. Spätere Untersuchungen konnten August Mundt für die Zeit des Nationalsozialismus keinerlei Verstrickungen oder gar Beteiligungen an Verbrechen der Nationalsozialisten nachweisen, zumal Mundt schon im letzten Kriegsjahr 1945 unter der britischen Militärregierung und bis in sein Todesjahr 1952 hinein seinen Misburger Betrieb wieder aufbauen durfte.
Nach dem Tod des Unternehmensgründers übernahm dessen Sohn Hans-Günther Mundt im April 1952 die Leitung des Tropholit-Werkes. Als dieser sich dann nach mehr als drei Jahrzehnten aus der Geschäftsführung zurückziehen wollte, übernahm die bundesweit agierende quick-mix Gruppe GmbH & Co. KG mit Sitz in Osnabrück die August Mundt GmbH & Co. KG, anfangs unter Beibehaltung sowohl des Firmen-Namens sowie der patentrechtlich geschützten Warenzeichen.

## August-Mundt-Weg
Die im Jahr 2003 angelegte Straße August-Mundt-Weg im heutigen hannoverschen Stadtteil Misburg-Süd erinnert durch ihren Straßennamen an den „Erbauer der Tropholit-Werke auf dem Gelände des Misburger Hafens“.